# Gossip Girl: Intrigi la New York
Gossip Girl (în română Gossip Girl: Intrigi la New York) este un serial american pentru adolescenți bazat pe volumele cărților cu același nume, scrise de Cecily von Ziegesar. Serialul a fost produs de Josh Schwartz și Stephanie Savage și a avut premiera pe postul de televiziune THE CW în data de 19 septembrie 2007. 
Evenimentele din luxosul Upper East Side al Manhattan-ului din orașul New York sunt povestite pe un blog de "Gossip Girl", personaj neidentificat în serial, vocea fiind a actriței Kristen Bell. Serialul începe cu reîntoarcerea Serenei van der Woodsen (Blake Lively) din misterioasa ședere la o școală din Connecticut. Blair Waldorf (Leighton Meester), pe care autoarea o descrie ca fiind regina dintr-un joc de șah, este vechea prietenă și rivala ocazională a Serenei, dar și Regina Albină (Queen Bee) a scenei sociale din Liceul Constance Billard. Povestea îi urmărește și pe Chuck Bass (Ed Westwick), băiatul rău din Upper East Side, Nate Archibald (Chace Crawford), prietenul cel mai bun al lui Chuck, aducând și alte personaje pe scena controversată a Manhattan-ului: Dan Humphrey (Penn Badgley), prietenul lui Nate și iubitul, apoi fostul iubit al Serenei; Vanessa Abrams (Jessica Szohr), prietena cea mai bună a lui Dan; și sora cea ambițioasă a lui Dan, Jenny Humphrey (Taylor Momsen).

### Formatul episoadelor
Fiecare episod începe cu pagina de pornire a site-ului “Gossip Girl” și cu imaginea Serenei din episodul întâi. Apoi, este prezentată o recapitulare a evenimentelor care sunt relevante pentru narațiunea viitoare, după care, recapitularea se încheie tot cu pagina de pornire a site-ului, numai că de această dată cu imaginea unui alt personaj și cu un text despre un eveniment recent care are legatură cu imaginea.
Naratorul este “Gossip Girl” care începe recapitularea cu propoziția: “Gossip Girl, aici. Singura voastră sursă din viețile scandaloase ale elitei Manhattanului“ și încheie recapitularea șoptind: “Unde a fost ea?” și ”Serena”.  Apoi, vocea lui “Gossip Girl“ spune: “Și cine sunt eu? Este un secret pe care nu îl voi spune niciodată! Știi că mă iubești... XOXO, Gossip Girl”. 
În timpul fiecărui episod, întotdeauna are loc un eveniment social, fie mare sau mic. Joshua Safran a explicat: “Noi îl structurăm (serialul) astfel încât, în fiecare săptămână episodul să conducă la un nou eveniment”.